# Lubówiec
Lubówiec est une localité de Pologne, au centre nord du pays, situé dans la gmina de Skępe, la voïvodie de Couïavie-Poméranie et le powiat de Lipno,.
De 1975 à 1998, la ville a appartenu administrativement à la voïvodie de Włocławek.
Le village comptait 163 habitants lors du recensement national de 2011 et 135 lors de celui de 2021 ; il s'agit du treizième plus grand village de la gmina de Skępe.